# Fensterverdachung
| Dieser Artikel wurde auf der Qualitätssicherungsseite des WikiProjekts Planen und Bauen eingetragen. Dies geschieht, um die Qualität der Artikel aus den Themengebieten Bautechnik, Architektur und Planung auf ein akzeptables Niveau zu bringen. Dabei werden Artikel, die nicht maßgeblich verbessert werden können, möglicherweise in die allgemeine Löschdiskussion gegeben. Hilf mit, die inhaltlichen Mängel dieses Artikels zu beseitigen, und beteilige dich an der Diskussion! |

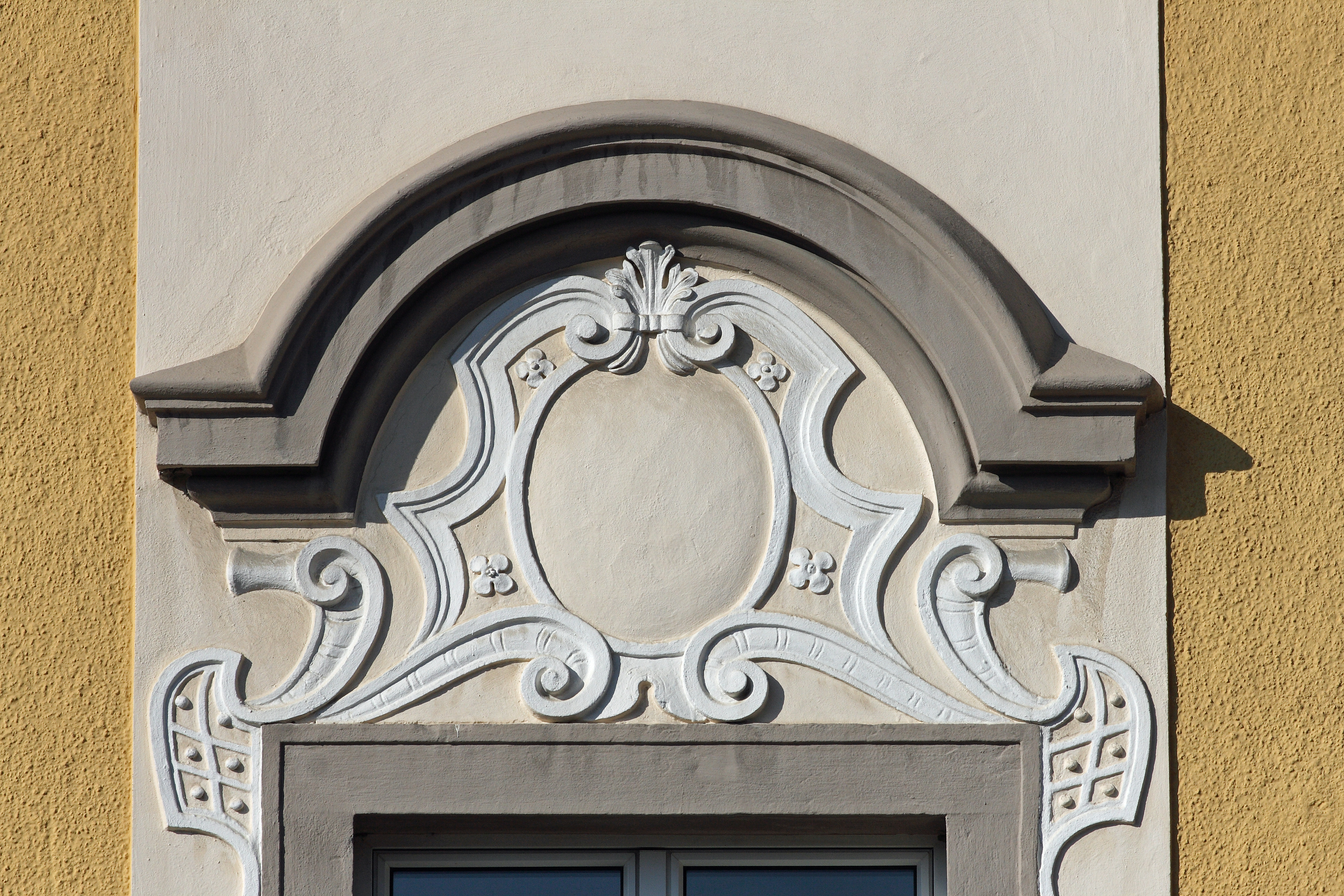
Barocke Verdachung (Pfarrhof Molln, Oberösterreich)

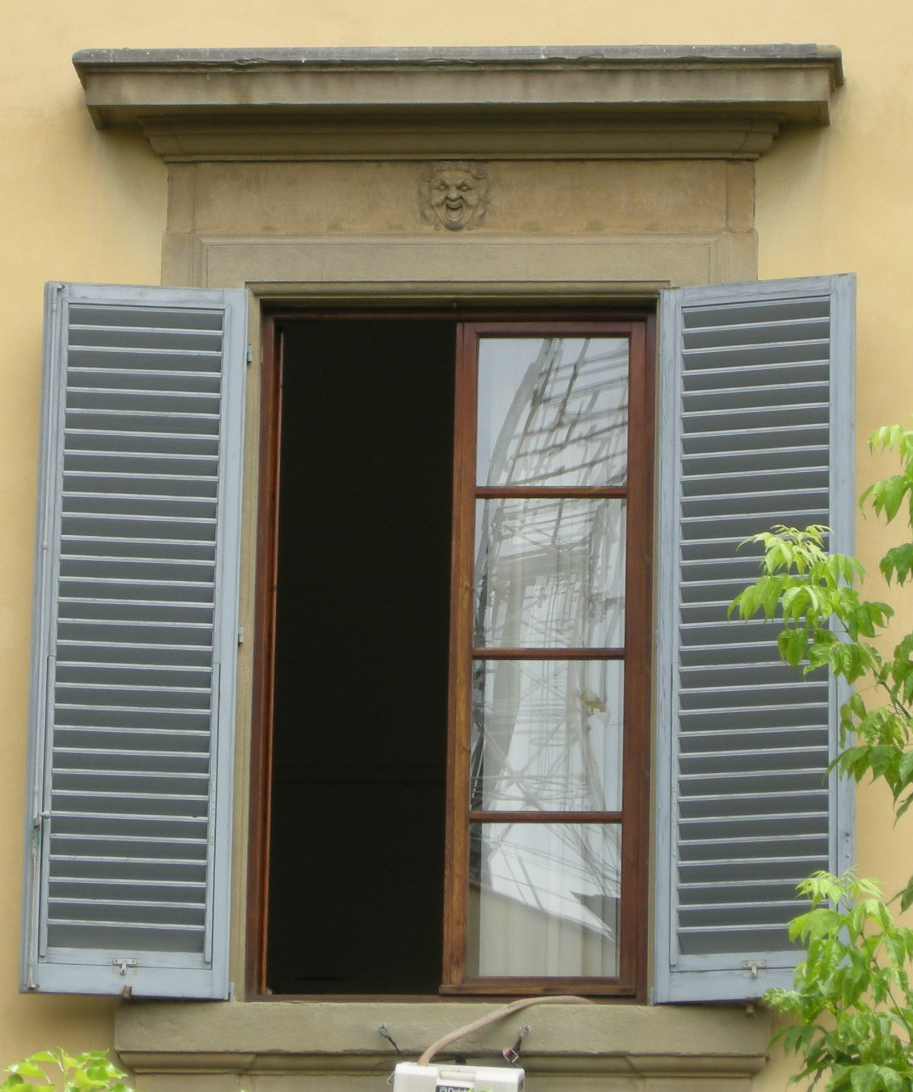
Ein einfaches Stück Gesims als Verdachung

Eine Fensterverdachung bzw. auch Fensterbekrönung ist ein architektonisches Bauteil. Es dient als Verzierung des Fensters bzw. der Fassade, aber auch als Wetterschutz.

## Beschreibung
Das Pediment  der Tempel aus der Antike ist Vorbild für Ziergiebel in der Renaissance, Barock, Klassizismus und Historismus. Diese Ziergiebel werden sowohl oberhalb von Portalen als auch oberhalb von Fenstern angebracht. Oberhalb der Portale werden diese als Tympanon und oberhalb der Fenster werden diese als Verdachung bezeichnet. Die Fensterverdachung tritt plastisch hervor und dient dabei zur Dekoration bzw. als Ornament. Das architektonische Bauteil kann sowohl aus einem Stück Gesims, als auch einem einheitlichen, verkröpften oder gesprengten Segment- oder Dreiecksgiebel bestehen.

## Beispiele
Als Beispiele für Fensterverdachungen nennt die Denkmaltopographie Bundesrepublik Deutschland verschiedene Häuser. So das Haus in der Heilbronner Werderstraße 142 („Fensterverdachungen auf Konsolen“), das Haus in der Werderstraße 150 („baldachinbekrönte Fensterverdachungen mit Steinmetzarbeiten“) oder das Haus in der Heilbronner Wilhelmstraße 68.

## Fassadenansichten

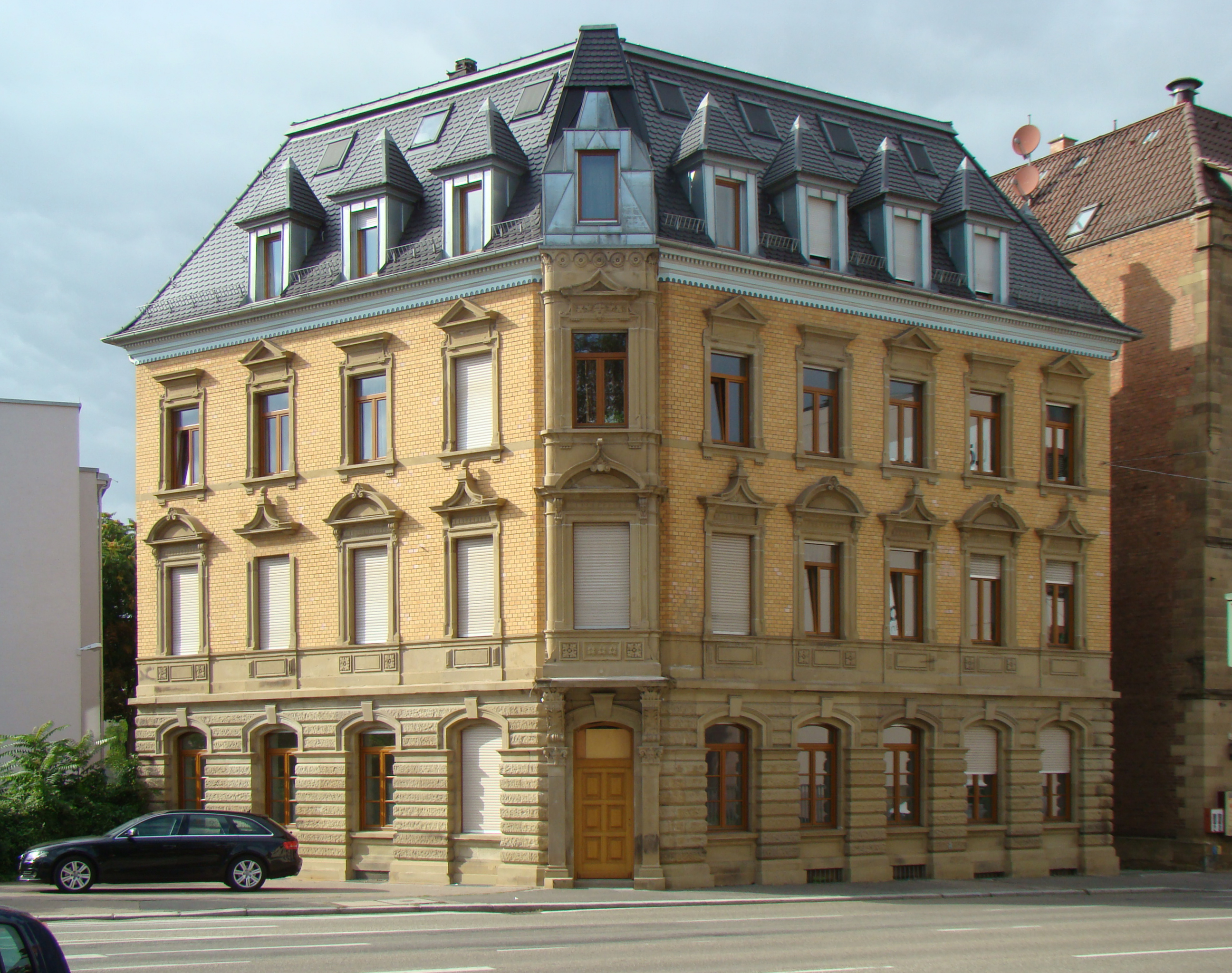
Gesims, baldachinbekrönte Fensterverdachungen und Segmentbogen als Fensterverdachung
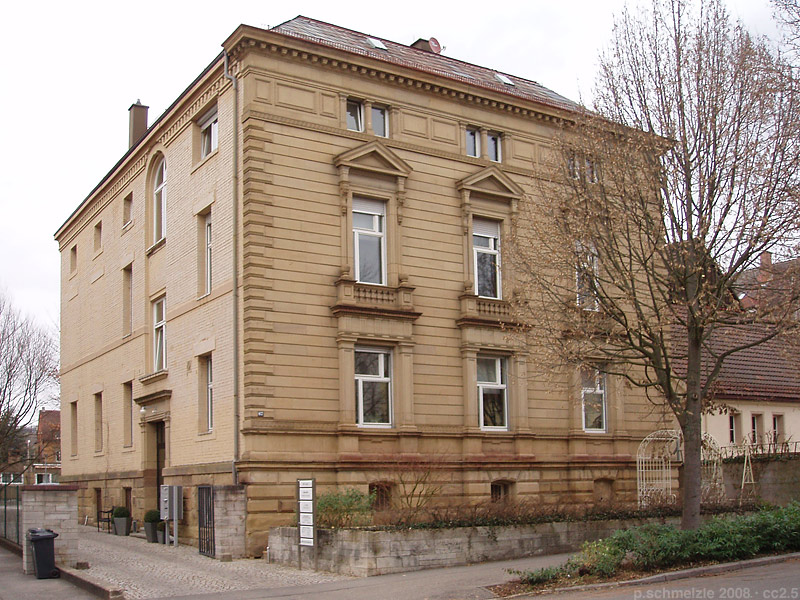
Dreiecksgiebel als Fensterverdachung
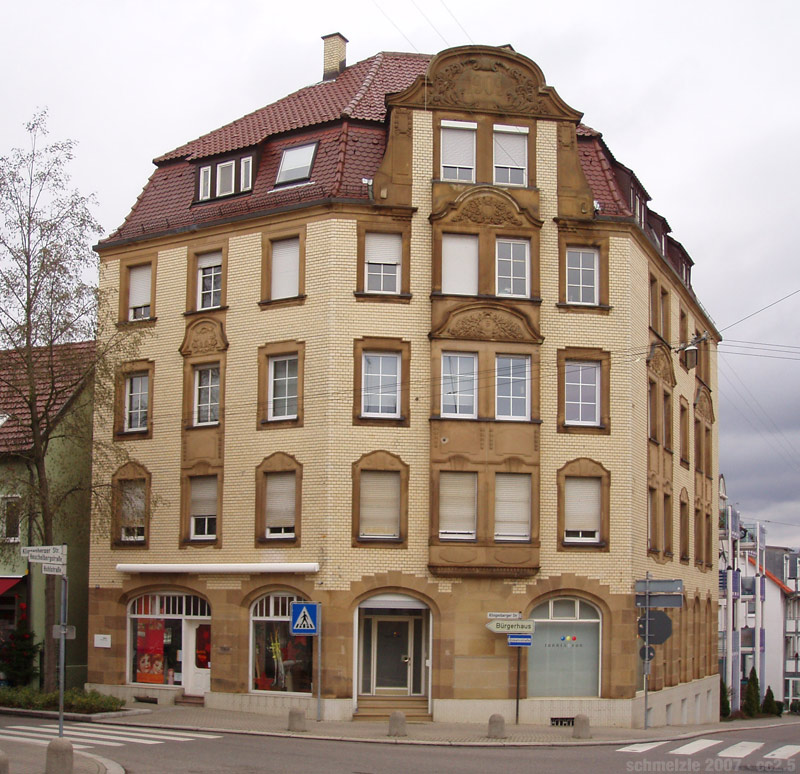
Segmentgiebel als Fensterverdachung